# 政治人：政治的社会基础
《政治人：政治的社会基础》是美国学者西摩·马丁·利普塞特的政治学代表作，1960年由道布尔戴出版社出版，该书销量超过40万册，被翻译成二十多种语言。